# Eugenio María de Hostos
Eugenio María de Hostos è un comune della Repubblica Dominicana di 5.856 abitanti, situato nella Provincia di Duarte. Comprende, oltre al capoluogo, un distretto municipale: Sabana Grande.